# 紙皮乳香樹
紙皮乳香樹，又稱蘇丹乳香，埃塞俄比亞人稱其為“itan zaf”，是乳香屬下的一種植物，生產乳香，分佈于埃塞俄比亞、厄立特里亞和蘇丹。這種乳香具有清新的檸檬香或松香，是主要的乳香來源之一，富含乙酸辛酯（57.1–65.7%）和正辛醇（3.4–8.8%）。